# Облога Парижа (1429)
Облога Парижа (фр. Siège de Paris) — невдала облога Парижа військами короля Карла VII і Жанни д'Арк у вересні 1429 року, під час Столітньої війни.
Французькі війська чисельністю близько 10 000 осіб намагалися взяти штурмом укріплення Парижа, який обороняли солдати кардинала Вінчестерського і пікардійці капітана Л'Іль-Адама. Після штурму 8 вересня, під час якого Жанна була поранена стрілою, французи відступили. Бій став першою поразкою Жанни д'Арк, після якої вона фактично відійшла від управління армією. Історик Анрі Куже вважає причинами невдачі погану підготовленість війська і саму «імпровізаційність» атаки, яку навіть відмовляється називати штурмом.

## Передісторія

### Громадянська війна у Франції
Впевнені перемоги над англійцями, здобуті королем Карлом V Мудрим і практично повне їх вигнання з французької території дозволяли сподіватися, що Столітня війна рухається до завершення і, безумовно, перемога залишиться за французами. Однак через раптову смерть короля у 1380 році, малолітство, а потім буйне божевілля його сина, Карла VI Обожненого, країна опинилася на межі катастрофи. За нового короля одразу розпочалися інтриги, що вилилися в непримиренну боротьбу за владу між двома придворними партіями, які отримали назву арманьяків (за іменем найвідомішого свого керівника — графа Бернара д'Арманьяка) і бургіньйонів (їх ватажками були герцоги бургундські).
На початку протистояння, поки живий був старий герцог бургундський Філіп Сміливий, дядько Карла VI, який був також одним з регентів при безумному королі, справа не заходила далі інтриг, спроб поставити «своїх» людей на ключові державні пости і брязкання зброєю. Старий герцог, безсумнівно, програвав у спритності та вмінні плести інтриги молодшому братові короля Людовику Орлеанському, який став першим головою протиборчої партії. Невідомо, чим закінчилося б їх суперництво, але Філіп Сміливий раптово помер, і герцогську корону успадкував його син, відомий під ім'ям Жана Безстрашного. Як занадто далекий родич короля він не мав права ані на посади, ані на доходи свого батька при дворі, й, поступаючись Людовику Орлеанському в умінні плести інтриги, він волів вирішити проблему найпростішим шляхом — розправитися з суперником руками найманих убивць. Людовика підстерегли ввечері на вулиці, коли він, за чутками, повертався з побачення з королевою Ізабеллою, і зарубали на смерть.
Довгоочікуваної перемоги герцогу бургундському це не принесло; місце загиблого обійняв його син — Карл Орлеанський, а фактичним керівником партії при недосвідченому юнакові став Жан Беррійський, останній з дядьків короля, що залишилися в живих. Проте він не зміг знайти спільної мови з властолюбним бургундським герцогом, який заповнив королівську раду своїми ставлениками. У Франції спалахнула громадянська війна, причому обидві сторони, не обтяжуючи себе тим, щоб розібратися у політичних симпатіях населення, розорювали і спустошували країну. Супротивники заради власної перемоги не цуралися зради королю і наперебій закликали собі на допомогу англійців, які у свою чергу, отримавши можливість повернути собі втрачене, поновили вторгнення. Непримиренна ворожнеча обох партій не дозволила воєначальникам короля об'єднати сили країни для того, щоб відкинути цю нову вилазку ворога, й результатом цього стала катастрофічна поразка французів під Азенкуром у 1415 році. Карл Орлеанський потрапив у полон, старий герцог Беррійський невдовзі помер, на чолі партій ворогів бургундського герцога встав діяльний граф д'Арманьяк, і громадянська війна поновилася з новою силою. Війна спричинила розкол навіть у королівській родині: королева Ізабелла після декотрих вагань пристала на бік бургундського герцога, натомість спадкоємець престолу, майбутній Карл VII, повністю потрапив під вплив графа д'Арманьяка.

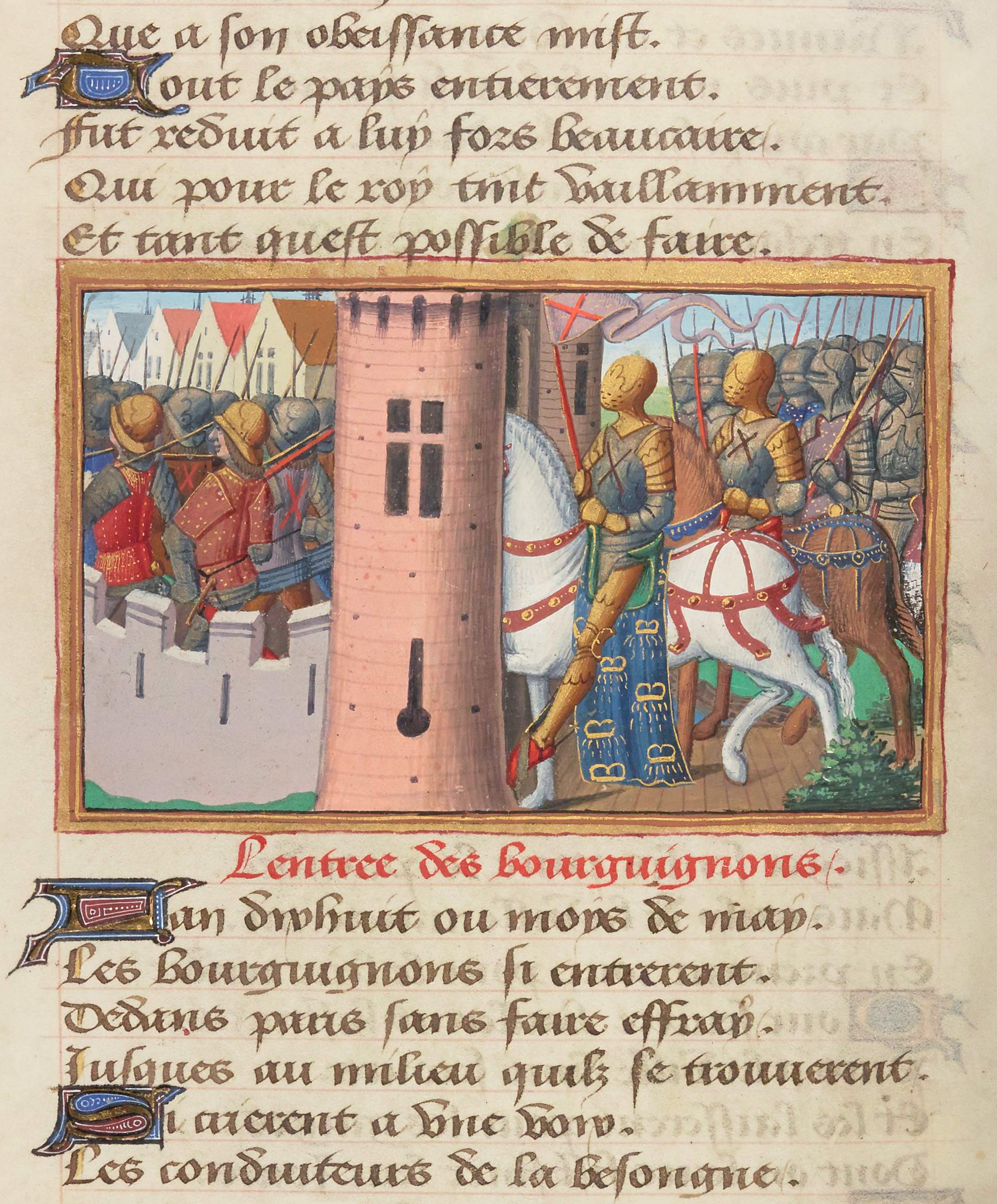
Бургундці займають Париж у 1418 році. Мініатюра з «Вігілій на смерть короля Карла VII», XV століття

Париж кілька разів переходив з рук в руки. Герцог бургундський, що тривалий час утримував столицю, правив за допомогою обіцянок і лестощів. Намагаючись у будь-який спосіб здобути любов і відданість парижан, він тимчасово знизив податки. Однак обіцянок реформ, виконання яких постійно відкладалося, парижанам здалося мало, і в місті спалахнув бунт, відомий в історії під назвою повстання кабошьйонів. Арманьяків і тих, кого підозрювали у зв'язку з ними, вбивали на вулицях, у в'язниці опинилися навіть брат королеви Людовик Баварський і безліч високопоставлених придворних, звинувачених в казнокрадстві і симпатіях до арманьякської партії. Прево Парижа дез Ессар наклав головою на ешафоті. Герцог бургундський, розуміючи, що ситуація виходить з-під контролю і що наступною жертвою може виявитися він сам, вирішив поступитися столицею супротивникам.
Граф д'Арманьяк, на відміну від нього, волів діяти силою. Збереглась його характерна відповідь міському купецтву, яке протестувало проти спроб графа нав'язати насильницьку грошову «позику»: «Плювати я хотів на ваші пики — я все одно прийду і візьму!». Змучені війною жителі столиці хотіли тільки одного — миру між обома партіями, бажано, за умови перемоги герцога бургундського. Коли намічені переговори між ворожими партіями провалилися, містом негайно поширилися чутки, що «арманьяки не хочуть миру». Відповіддю на цю звістку став черговий бунт — граф д'Арманьяк був убитий, його знівечений труп викинутий на міське звалище, солдати графа вигнані, дофінові дивом вдалося втекти. Місто знову відкрило ворота Жану Безстрашному.

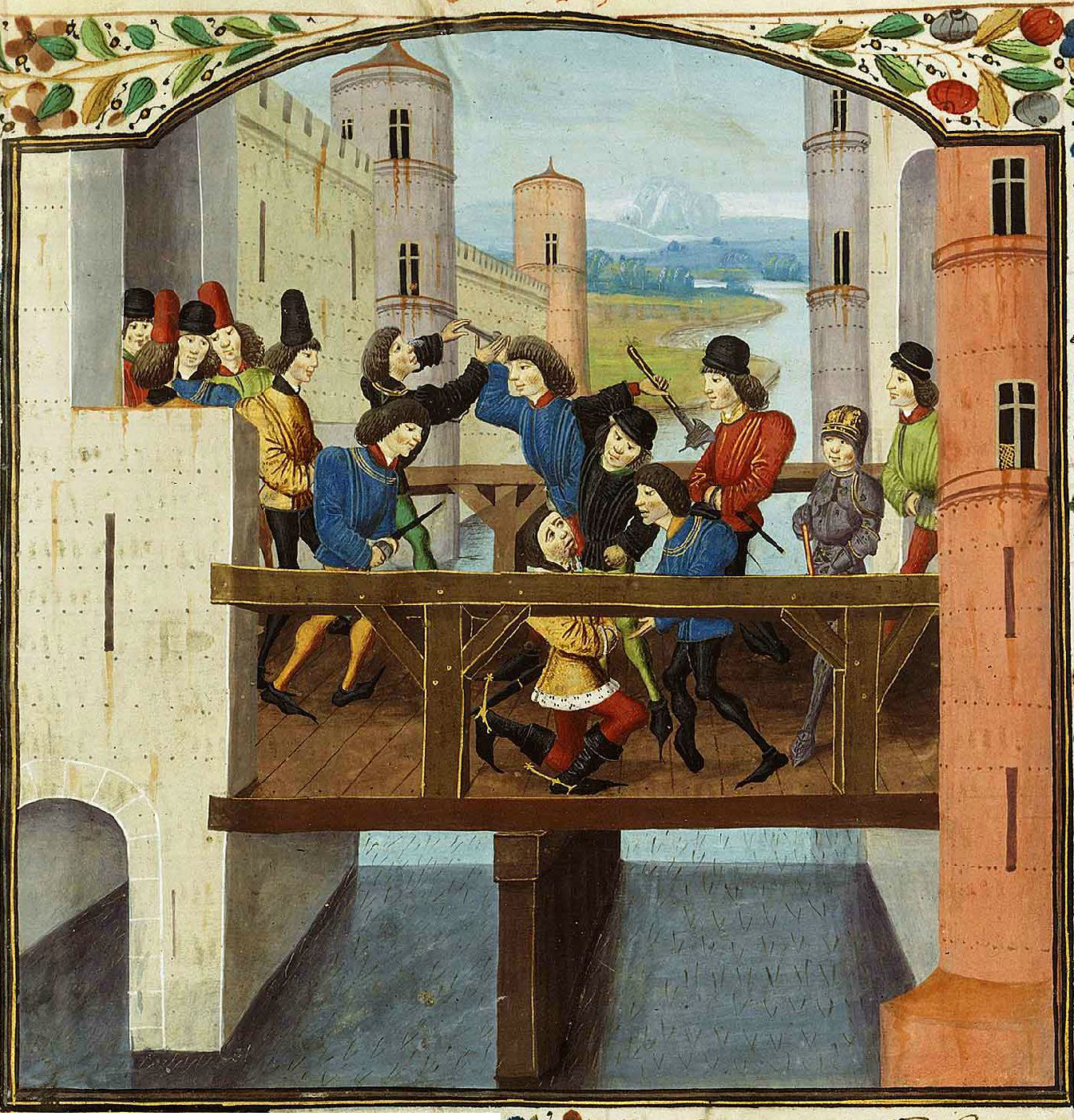
Убивство Жана Безстрашного на мосту в Монтеро. Мініатюра з «Хроніки Монстреле», 1470-ті роки

Залишивши столицю, дофін організував свій двір в Бурже (за що отримав від англійців знущальне прізвисько «буржського князька»). Майбутньому Карлу VII було в той час 17 років, він був недосвідченим, легко підпадав під чужий вплив й на початку своєї політичної кар'єри припустився помилки, яка ледь не стала катастрофою для країни. Піддавшись на умовляння своїх фаворитів, котрі жадали у будь-яку ціну помститися Жану Безстрашному за вбивство першого керівника їхньої партії, дофін дозволив заманити себе в Монтеро під приводом мирних переговорів. 10 вересня 1419 року на міському мосту, де повинна була відбутися зустріч, герцог Жан Безстрашний, що опустився на коліна перед дофіном, був зарубаний одним з поплічників останнього — Таннегі дю Шателем. Арманьяки торжествували й готові були викинути труп у річку, від чого їх вдалося втримати лише представникам місцевого кліру.